# Hippocampus minotaur
Hippocampus minotaur là một loài cá ngựa thuộc họ Syngnathidae. Nó là loài đặc hữu của Úc. Các môi trường sống tự nhiên của chúng là các vùng biển mở, biển nông, đáy nước bán thủy triều, rạn san hô, cửa sông và karst.